# Années 430
Les années 430 couvrent la période de 430 à 439.

## Événements

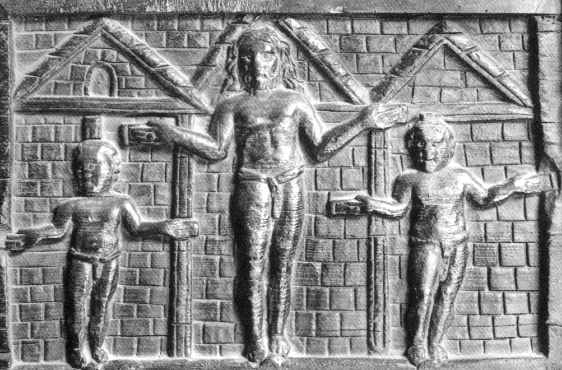
Apparition de la première représentation du Christ crucifié sur le portail de l'église Sainte-Sabine de Rome.

- 430 : l’évêque de Rome Célestin condamne la doctrine nestorienne. Le patriarche d’Alexandrie Cyrille fait aussitôt rédiger par un concile égyptien une mise en demeure qu’il transmet à Nestorius[1].
- 430-440 : les Francs saliens avancent jusqu'à Tournai et Cambrai à partir de la Toxandrie[2].
- 431 :
  - les Vandales prennent Hippone[3].
  - la doctrine de Nestorius est condamnée au concile d'Éphèse[4].
- 431-432 : début supposé de la christianisation de l'Irlande par Patrick[5].
- 432 : le roi des Huns Rugas unifie l'Empire hunnique[6]. Il reçoit un tribut annuel considérable de la part de l'empire d'Orient[7].

- Vers 432-441 : Eucher devient évêque de Lyon[8]. Il est célèbre pour ses exégèses.
- 434 : à la mort de Rugas l'empire des Huns est partagé entre ses deux neveux, les frères Attila et Bleda[3].
- 435 : 
  - traité de paix du comte Trigetius avec les Vandales. Fondation du royaume des Vandales en Afrique du Nord. Les Burgondes envahissent la Belgique[3].
  - traité de Margus. Rome paye un tribut annuel de 700 livres d'or aux Huns et leur abandonne la Pannonie[9].
- 435-437 : révolte des Bagaudes en Gaule[3].
- 436 : les Huns détruisent le royaume burgonde de Worms[3].
- 438 : Code de Théodose[10].
- 439 : les Vandales prennent Carthage. Fondation du Royaume vandale[3].

## Personnages significatifs
- Aetius
- Attila
- Boniface (comte)
- Clodion le Chevelu
- Galla Placidia
- Hilaire d'Arles
- Licinia Eudoxia
- Pétrone Maxime
- Philippe de Sidè
- Sixte III
- Saint Patrick
- Théodose II
- Valentinien III